# Маїдер Ляваль
Маїдер Ляваль (фр. Maïder Laval; нар. 18 травня 1970) — колишня французька тенісистка.
Найвищу одиночну позицію світового рейтингу — 139 місце досягла 7 січня 1991, парну — 208 місце — 14 вересня 1987 року.
Здобула 3 одиночні титули туру ITF.
Найвищим досягненням на турнірах Великого шолома було 2 коло в одиночному та парному розрядах.
Завершила кар'єру 1994 року.

## Фінали ITF

### Одиночний розряд (3–1)
| Легенда         |
| --------------- |
| Турніри $25,000 |
| Турніри $10,000 |

| Результат | Ранг | Дата            | Турнір                          | Покриття | Суперниця          | Рахунок       |
| --------- | ---- | --------------- | ------------------------------- | -------- | ------------------ | ------------- |
| Перемога  | 1.   | 29 серпня 1988  | Корсика, Франція                | Ґрунт    | Анн Сімпкін        | 6–2, 6–3      |
| Перемога  | 2.   | 19 червня 1989  | Бриндізі, Італія                | Ґрунт    | Клодін Толеафоа    | 4–6, 7–5, 6–1 |
| Поразка   | 3.   | 20 вересня 1993 | Марсель, Франція                | Ґрунт    | Даллі Рандріантефі | 6–3, 5–7, 4–6 |
| Перемога  | 4.   | 21 березня 1994 | Кастельйон-де-ла-Плана, Іспанія | Ґрунт    | Естефанія Боттіні  | 6–4, 7–5      |

### Парний розряд (0–1)
| Результат | Ранг | Дата          | Турнір               | Покриття | Партнерка      | Суперниці                  | Рахунок       |
| --------- | ---- | ------------- | -------------------- | -------- | -------------- | -------------------------- | ------------- |
| Поразка   | 1.   | 7 червня 1993 | Oliviera, Португалія | Тверде   | Peggy Rouquier | Nao Akahori Сідзука Токіва | 7–5, 1–6, 6–7 |